# Abaxinicephora excellens
Abaxinicephora excellens är en insektsart som beskrevs av Andrej Vasiljevitj Gorochov och Kang 2005. Abaxinicephora excellens ingår i släktet Abaxinicephora och familjen vårtbitare. Inga underarter finns listade i Catalogue of Life.